# Reindl Román
Reindl Román (Th. dr. Roman Reindl); (Szepesváralja,  1852. február 26. – Szete, 1923. március 8.) plébános, a teológia és kánonjog doktora, egyháztörténész, publicista.

## Életpályája
Középiskoláit több helyen, a bölcseletet Esztergomban, a teológiát Bécsben végezte. 1877. július 1-jén szentelték pappá. Káplán volt Garamszentbenedeken, Budapesten a Teréz- és Erzsébetvárosban, 1888-ban plébános Nagykereskényben, 1894-ben Csekén (Bars vármegye), hol később működött. Szerkesztette a Hazánk és külföld jelesebb szónoklatai című egyházi havi folyóiratot 1887. áprilistól, de csak rövid ideig.

## Cikkei
Cikkei közül a Magyar Koronában (1879. 266–268. sz. A Garam melletti Szent Benedek apátságának rövid története); a Religióban (1880. II. A tanmonopolium, 1882. I. Van-e különbség az ünnepélyes és az egyszerű fogadalom közt és ha van, miben áll az, tekintve az elméletet és gyakorlatot? 1886. I. a gyóntató mint bíró, tanító és orvos); a Magyar Államban (1883. 291–295., 298., 301. sz. Vallásoktatás és a közös iskola).

## Művei
- A lelkipásztorkodás gyakorlati vezérfonala. Budapest, 1886.
- Igaz-e, hogy dr. Luther Márton felakasztotta magát? Vagy Luther Márton kedélyállapota, életének végperczei és halála. Ugyanott, 1891. [2]
- A kath. anyaszentegyház szentelményei. Ugyanott, 1896.

## Külső hivatkozások
- M. Sion 1886. 842. l.
- M. Könyvészet 1886. 1891.
- Kiszlingstein könyvészete.
- Zellinger Alajos, Egyházi Irók Csarnoka. Nagyszombat, 1893. 430. l.
- Pallas Nagy Lexikona XIV. 461. l.